# Pío Celso Coronel
Pío Celso Coronel Ovelar Concepción (Paraguay),11 de julio de 1944, es un político, ex diputado de la República del Paraguay, y exconcejal municipal de la ciudad de Concepción. Actualmente se encuentra jubilado y ejerce su conocimiento sobre política en los principales edificios municipales y departamentales del Departamento de Concepción desde el año 2008.

## Nacimiento, infancia y juventud
Nació en el seno de una familia muy humilde en la localidad de Agaigo Zanja Cué (Horqueta). Sus padres fueron Cecilio Coronel y Mercedes Ovelar de Coronel, ambos agricultores en esa época, quienes después de nacer Pío Celso y sus otros hermanos/as se mudaron en 1954 a la ciudad de Concepción (Paraguay). Allí, Pío Celso inició y culminó sus estudios primarios, respectivamente, en la escuela José de Antequera y Castro y en la escuela Presidente Franco. Durante su niñez, la difícil situación económica de su familia lo llevó a trabajar a veces como vendedor y limpiador en edificios domiciliares.
Entre otros pequeños trabajos en su juventud, se desempeñaba como anunciante de películas para un cine de Concepción, conduciendo un automóvil y anunciando con un altavoz los horarios de las funciones. Cómicamente, afirmó que parte de su paga por dicho trabajo consistía en ver gratuitamente las películas que anunciaba. 
Continuó sus estudios secundarios en el Colegio Nacional de Concepción. En 1960, a la edad de 16 años, se trasladó al departamento de Mariscal Estigarribia a cumplir con el servicio militar obligatorio, en el que recibió cursos de guerra contra guerrillas, logrando su ascenso a cabo del ejercito paraguayo.

## Vida política
Terminó sus estudios primarios y secundarios, y en la universidad siguió la carrera de ciencias contables, pero no logró terminarla cuando estaba en su último año. En su juventud, se dedicó a la política Derechista. Es fiel simpatizante del Partido Liberal Radical Auténtico, para el que ha trabajado y hecho representación la mayor parte de su vida. Durante sus años de actividad política, conoció y trabajo con otros miembros del PLRA como Emilio Pavón, José Modesto Araujo, Miguel Oscar Bajac y el ex vicepresidente de la república Óscar Denis Sánchez.
Ha manifestado en varias ocasiones su aprecio y admiración a Óscar Denis, considerándolo su mejor amigo y colega político. El secuestro de Denis en el año 2020 lo afectó profundamente. Siempre ha condenado y repudiado las actividades terroristas y criminales que han afectado y marcado al departamento de Concepción durante muchos años. 

### Carrera como diputado nacional
Fue electo diputado nacional para el periodo 1982-1987 y reelecto para el periodo 1987-1992. Sin embargo, no pudo culminar dicho periodo debido a la disolución del parlamento a consecuencia del golpe de estado de 1989. 

### Actividad política en Concepción
En 1992, trabajó intensamente en la candidatura de Oscar Denis como primer gobernador del departamento de Concepción. Fue concejal departamental desde el año 2001 al 2006, y presidente del Partido Liberal con sede en Concepción en el año 2009. Ayudó de cerca a las candidaturas de José Modesto Araujo como intendente municipal de Concepción, al ingeniero Luis Acosta, también en su candidatura como intendente, a Emilio Pavón Doldán en su candidatura como Intendente Municipal y posteriormente como candidato a gobernador departamental, y en el 2010 a Alejandro Ramón Urbieta como candidato a Intendente Municipal. Ha ofrecido y hecho uso de su propio domicilio como puesto de comando liberal de varias candidaturas.

## Dictadura de Alfredo Stroessner
Pio Celso Coronel fue víctima de la dictadura de Alfredo Stroessner, que suprimió de inmediato las garantías constitucionales, prohibió los partidos políticos y ejerció una dura represión. Stroessner gobernó con el apoyo del ejército y del Partido Colorado. En este último llevó a cabo una serie de purgas que le facilitaron su control, con el objetivo de mantenerse en el poder. El partido gubernamental se convirtió igualmente en un entramado dedicado al reparto de favores. La corrupción se extendió de esta manera en lo que se recuerda como «la trilogía»: Gobierno - Partido - Fuerzas Armadas. Pío Celso Coronel y sus hermanos, Ciro y Sergio, sufrieron persecución del régimen de Stroessner por ser simpatizantes del Partido Liberal Radical Auténtico y atentar contra los principios de la dictadura. Si bien Stroessner era un dirigente muy enérgico y autoritario, al pasar los años fue tolerando más a los partidos de oposición, como al Partido Liberal Radical Auténtico. Con todo, durante su régimen fueron asesinadas entre 3.000 y 4.000 personas, debido a sus tácticas de mano dura contra los disidentes, en especial los comunistas, empleando la tortura, el secuestro, asesinatos políticos y el crecimiento de la corrupción. 
Durante los años 1980, Brasil y Argentina regresaron a la democracia y el pueblo paraguayo aprovechó ese clima político para salir a las calles a manifestarse. Tales manifestaciones fueron lideradas por el Acuerdo Nacional (PLRA, Febrerista) y los sindicatos, pero fueron reprimidas violentamente, a pesar de ser pacíficas. Por ello, Stroessner fue abandonado por sus antiguos aliados, como Estados Unidos, y la economía empeoró.
Debido a lo brutal de su dictadura, la facción más tradicionalista de su partido, los militares y en especial la Iglesia católica, empezaron a demostrar su malestar hacia el régimen: en la madrugada del 3 de febrero de 1989, su consuegro y hasta entonces mano derecha, el general Andrés Rodríguez Pedotti, con el respaldo de Estados Unidos, encabezó un golpe de Estado. Fue aprehendido por unos días hasta que fue enviado al exilio a Brasilia, junto a su hija Graciela, su hijo Gustavo y la esposa de este último Maria Eugenia Heikel.
Finalmente, el Señor Pío Celso Coronel logró sobrevivir, con sus hermanos, al inminente final político de dicha dictadura que quedó marcada para siempre en la historia del pueblo paraguayo.